# 八幡平ユースホステル
八幡平ユースホステル（はちまんたいユースホステル）は、日本ユースホステル協会に加盟している岩手県八幡平市にあったユースホステル。
隣接するスキー場の閉鎖や、震災による設備損傷で休館中であったが、2011年（平成23年）6月30日付で閉館した。施設は解体されることが決まっている。

## 設備
- 個人や小グループに適している
- 団体の利用に適している
- グループで一室利用可
- 余裕があればグループで一室利用可
- ゲストルームあり
- 駐車場あり
- 会議室あり
- 洗濯機あり
- 乾燥機あり
- 周辺に温泉あり
- 身体障害者向け設備あり

## アクセス
- 盛岡駅（東口）からバス八幡平頂上行で90分 
  - または花輪線大更駅からバス八幡平頂上行で50分
    - 八幡平観光ロッヂ前下車 徒歩1分
- 車利用の場合、東北自動車道松尾八幡平ICより20分